# Colegas (filme)
Colegas é um filme de aventura e comédia brasileiro dirigido e roteirizado por Marcelo Galvão. O longa estreou em 1º de março de 2013, e é estrelado por Ariel Goldenberg, Rita Pokk e Breno Viola. Ele é o primeiro filme brasileiro protagonizado por atores com síndrome de Down. O filme possui inspiração no filme americano Little Miss Sunshine (2006) e no Thelma & Louise (1991).

## Sinopse
Colegas é uma divertida comédia que aborda de forma inocente e poética coisas simples da vida através do olhar de três jovens com síndrome de Down apaixonados por cinema. Um dia, inspirados pelo filme Thelma & Louise, eles resolvem fugir no Karmann-Ghia do jardineiro Arlindo em busca de seus sonhos: Stalone quer ver o mar, Marcio quer voar e Aninha busca um marido pra se casar. Eles partem do interior de São Paulo rumo a Buenos Aires. Nessa viagem, enquanto experimentam o sabor da liberdade, envolvem-se em inúmeras aventuras e confusões como se a vida não passasse de uma eterna brincadeira.

## Elenco
- Ariel Goldenberg como Stalone
- Rita Pokk como Aninha
- Breno Viola como Marcio
- Juliana Didone como Patrícia
- Lima Duarte como Arlindo
- Rui Unas como Agente Portuga
- Deto Montenegro como Agente Souza
- Leonardo Miggiorin como Batatinha Ferrari
- Marco Luque como Simple Jack
- Christiano Cochrane como Otávio Galvão
- Alex Sander como Roger
- Maytê Piragibe como Sheula
- Daniele Valente como Elisa Gigli
- Amélia Bittencourt como Esmeralda
- Thogun Teixeira como Setor Maior
- Marcelo Galvão como Naval
- Theo Werneck como Hércules
- Roberto Birindelli como Maître
- Oswaldo Lot como Joel
- Giulia de Souza Merigo como Jazilma
- Carlos Miola como Novaski
- Monaliza Marchi como Mãe de Stallone
- Pedro Urizzi como Pai de Stallone
- Anna Ludmilla como Mãe do Garoto Down
- Nill Marcondes como Atendente da lanchonete
- Theodoro Cochrane como Recepcionista do hotel

## Produção

### Desenvolvimento
Os laboratórios semanais com Ariel e Rita começaram em junho de 2008. Após uma seleção de casting com mais de 300 jovens com síndrome de Down, Breno foi selecionado para o papel em 2010 e teve dois meses para se preparar para as filmagens. Os bastidores de toda a preparação de atores, filmagens, participação em festivais, entre outros fatos, podem ser conferidos no blog oficial e na página oficial do longa-metragem no Facebook. Vale destacar que a produção conta com outros 60 jovens com síndrome de Down no elenco de apoio.

### Filmagens
As filmagens aconteceram no Brasil e Argentina (São Paulo, Paulínia e região, Bertioga, Torres e Buenos Aires). O filme foi rodado em 2010 e 2011.

## Lançamento
O filme venceu inúmeros prêmios em importantes festivais de cinema no Brasil, Estados Unidos, Canadá, Rússia, Itália, Portugal e Chile, além de ter participado como filme de abertura ou na categoria hors-concours em diversos festivais de cinema no mundo. No circuito comercial, Colegas foi lançado nas salas de cinema no Brasil em 1º de março de 2013 através da Europa Filmes. 

### Campanha online
O protagonista do filme Colegas, Ariel Goldenberg, ficou conhecido pelo vídeo "Vem Sean Penn", no qual convidava seu ídolo, o ator Sean Penn, para assistir ao lançamento do filme ao seu lado.
"Vem Sean Penn" conta a história de Ariel, um jovem com síndrome de Down que ama cinema e sempre correu atrás de seus sonhos. O vídeo teve mais de um milhão de acessos três dias após seu lançamento no YouTube, tendo sido também o sexto vídeo mais compartilhado do mundo na ocasião.
A campanha contou com várias personalidades brasileiras, convidando o ator Sean Penn para vir ao Brasil, incluindo o apresentador Otavio Mesquita, as atrizes Juliana Paes, Gabriela Duarte, Juliana Didone e Tania Khalill, os atores Bruno Garcia, Sergio Marone e Lima Duarte, cantores como Falcão e Rogério Flausino e comediantes como Marco Luque e Danilo Gentili.
Embora Sean Penn não tenha vindo ao Brasil, Ariel foi a Los Angeles onde conheceu seu ídolo em um churrasco que o astro americano ofereceu em sua casa especialmente para ele.

## Prêmios e indicações
| Ano  | Prêmio                                                            | Categoria                 | Indicação                                | Resultado | Ref   |
| ---- | ----------------------------------------------------------------- | ------------------------- | ---------------------------------------- | --------- | ----- |
| 2012 | Festival de Gramado                                               | Melhor Direção de Arte    | Zenor Ribas                              | Venceu    | [ 7 ] |
| 2012 | Festival de Gramado                                               | Melhor Filme              | Marcelo Galvão                           | Venceu    | [ 7 ] |
| 2012 | Festival de Gramado                                               | Longa Metragem Brasileiro | Breno Viola, Rita Pokk, Ariel Goldenberg | Venceu    | [ 7 ] |
| 2012 | Mostra Internacional de Cinema de São Paulo                       | Melhor Filme Brasileiro   | Marcelo Galvão                           | Venceu    | [ 8 ] |
| 2012 | Mostra Internacional de Cinema de São Paulo                       | Melhor Filme Dramático    | Marcelo Galvão                           | Venceu    | [ 8 ] |
| 2012 | Festival de Cinema Latino-Americano de Trieste                    | Melhor Filme              | Marcelo Galvão                           | Venceu    | [ 8 ] |
| 2012 | 6th International Disability Film Festival Breaking Down Barriers | Melhor Filme              | Marcelo Galvão                           | Venceu    | [ 7 ] |
| 2013 | Prêmio Jovem Brasileiro                                           | Melhor Filme Nacional     | Marcelo Galvão                           | Venceu    |       |

## Ligação externas
- «Sítio oficial»
- Colegas. no IMDb.
- Colegas no Facebook